# Komninos Pyromaglou
Komninos Pyromaglou (griechisch Κομνηνός Πυρομάγλου, * 15. Januar 1899 in dem Dorf Plaka in Limnos; † 15. Dezember 1980) war ein griechischer Politiker, Widerstandskämpfer und Autor.

## Leben
Pyromaglou  studierte nach seiner Teilnahme am Ersten Weltkrieg und dem Griechisch-Türkischen Krieg französische Literatur an der Sorbonne. Er war 1931/32 als Lehrer an der Anargyrios-Schule in Spetses, von 1932 bis 1934 als Dozent am Institut für Neugriechisch in Paris und von 1934 bis 1938 an der Versuchsschule der Universität  Athen tätig. Als Präsident der Vereinigten Front gegen die Diktatur und Sekretär des Initiativkomitees  der politischen Parteien gegen die Diktatur von Ioannis Metaxas bekämpfte er  dessen sogenanntes Regime des 4. August. Er wurde deshalb auf der Insel Sikinos interniert. Nach seiner Freilassung floh er nach Frankreich und schloss sich dort dem Führer der  venizelistischen  Republikaner, General Nikolaos Plastiras an.
Nach der Okkupation Griechenlands durch die Wehrmacht sandte Plastiras im Herbst 1941 seinen Freund und Assistenten Pyromaglou von Nizza nach Griechenland mit dem Auftrag, eine republikanische Organisation mit sozialistischer Prägung zu bilden, die sich sowohl „gegen die Besatzer“ als auch gegen eine Rückkehr der Monarchie wenden sollte. Nach seiner Ankunft in Athen nahm Pyromaglou Kontakt mit republikanischen Kreisen auf und wurde schließlich von Napoleon Zervas überzeugt, sich der gerade in Gründung befindlichen Nationalen Republikanischen Griechischen Liga (EDES) anzuschließen. Im Oktober wurde ein aus fünf Mitgliedern bestehender Vorstand mit  Pyromaglou als Generalsekretär gebildet. Während der Besatzungszeit war er Generalsekretär und Organisator der EDES und stellvertretender Kommandeur des militärischen Flügels E.O.E.A. Er vertrat diese Organisationen in den Konferenzen in Kairo 1943 und im Libanon 1944. Nach der Befreiung distanzierte er sich von Zervas und ging nach dem Beginn des Griechischen Bürgerkriegs nach Paris, wo er bis 1955 im Handel tätig war.
Nach seiner Rückkehr nach Griechenland überwachte er als Präsident der überparteilichen Kommission die Parlamentswahlen 1956. 1958 wurde er auf der Liste der Vereinigung der Demokratischen Linken (EDA) ins Parlament gewählt. Anschließend gründete er mit Elias Tsirimokos die Demokratische Union. Von 1961 an befasste er sich als Autor mit der Zeitgeschichte der Besatzungsjahre. Er war Mitglied der Internationalen Föderation der Widerstandskämpfer und des Internationalen Komitees für die Geschichtsschreibung des Zweiten Weltkriegs.

## Werke
- Ethniki Andistasi (Εθνική Αντίσταση) ‚Nationaler Widerstand‘, Athen 1947
- E Ekloge tis 19is Fevrouariou 1956 (Αι Εκλογαί της 19ης Φεβρουαρίου 1956) ‚Die Wahlen vom 19. Februar 1956‘
- O Dourios Ippos. Politiki ke Ethniki Krisis kata tin Katochi (Ο Δούρειος Ίππος. Πολιτική και Εθνική Κρίσις κατά την Κατοχή) ‚Das Trojanische Pferd. Politische und Nationale Krise während der Besatzung‘,  Athen 1958.
- O Georgios Kartalis ke i Epochi tou 1934–1957 (Ο Γεώργιος Καρτάλης και η Εποχή του 1934–1957)‚ ‚Georgios Kartalis und die Epoche von 1934-1957‘, Athen 1965